# AUI

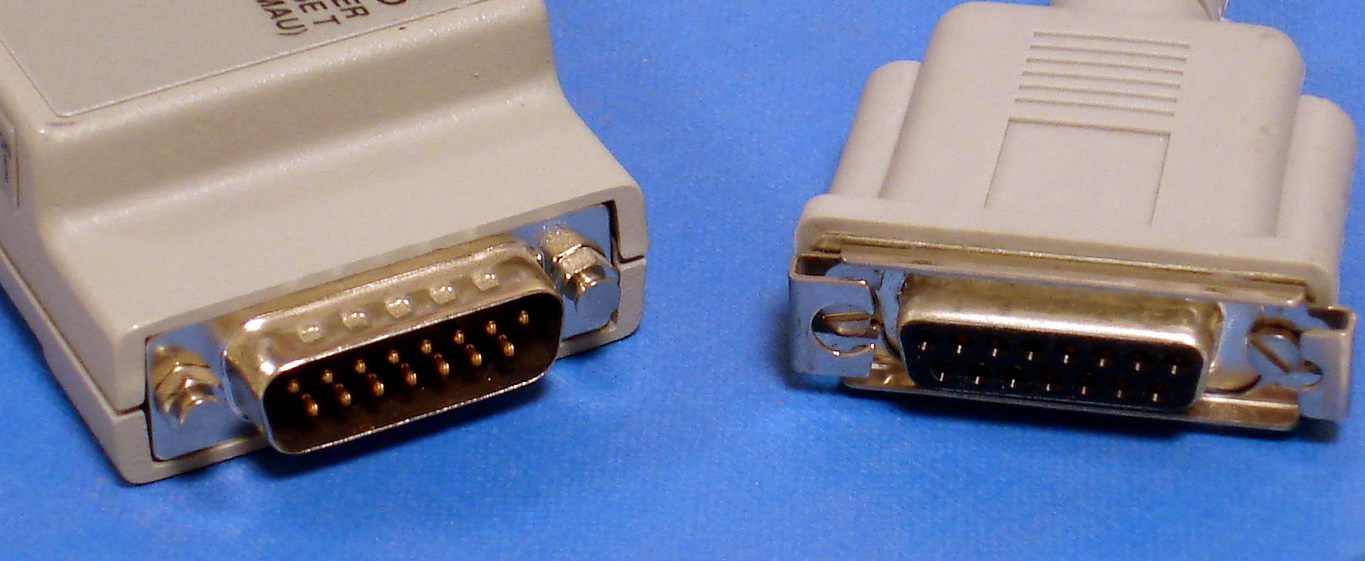
AUI разъёмы. Слева: разъём-«папа», находится на приёмопередатчике (MAU). Справа: разъём-«мама», располагается на контроллере Ethernet в составе компьютера или на сетевом концентраторе (хабе).

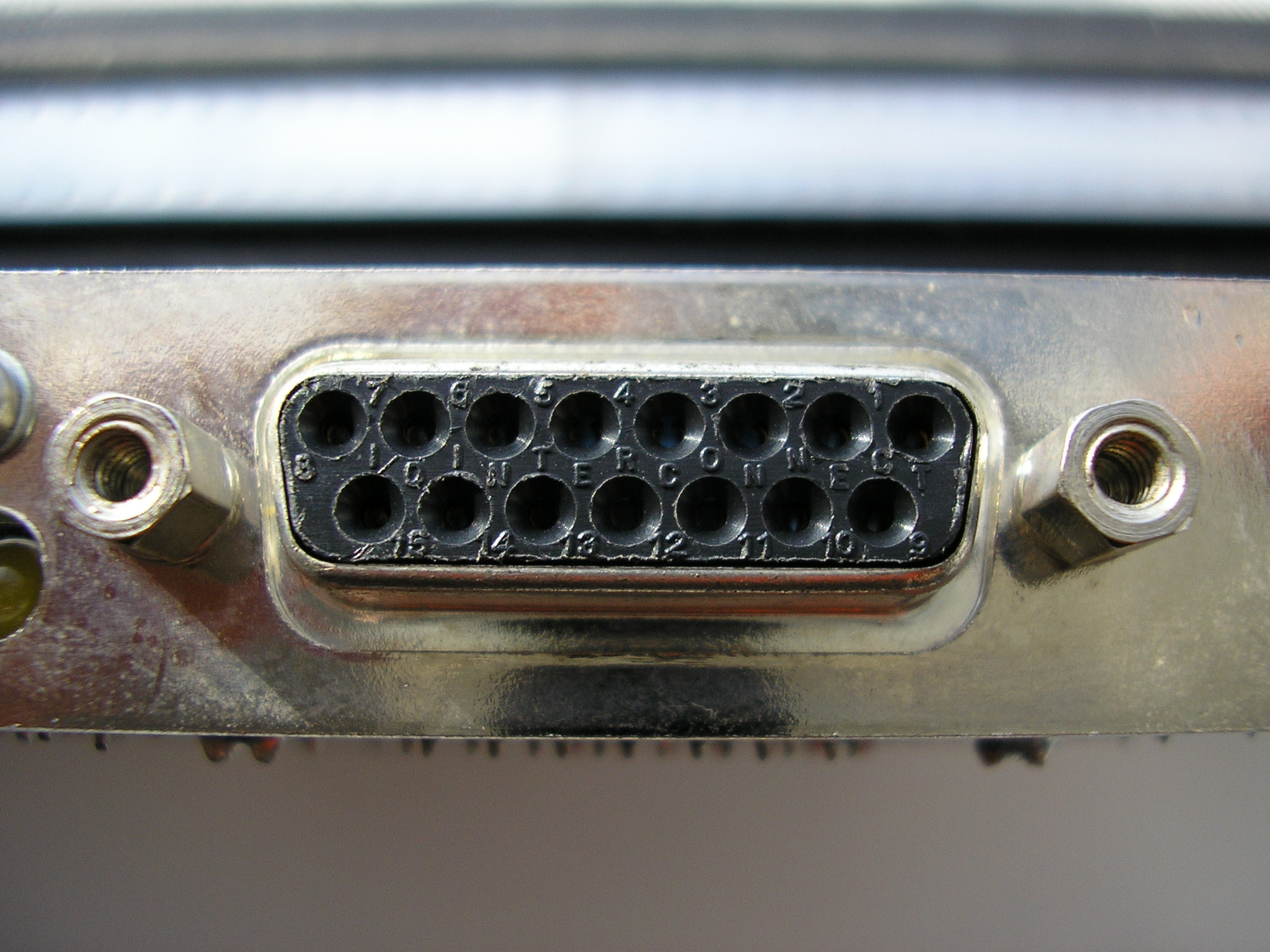
Разъём AUI с пронумерованными контактами на Ethernet-контроллере EtherWorks LC (DE100) компании DEC

AUI (англ. attachment unit interface — интерфейс модуля присоединения) — физический и логический интерфейс, определённый в оригинальном стандарте IEEE 802.3 проводной сети 10BASE5 Ethernet. Опциональный физический интерфейс представляет собой 15-контактный разъём для подключения физического сигнального подуровня (PLS) сетевого адаптера компьютера к приёмопередатчику (MAU — Medium Attachment Unit, иногда также — «трансивер»). AUI-кабель может иметь длину до 50 метров, однако во многих случаях он не использовался и модули MAU и MAC имели непосредственное подключение.
В начале 1990-х годов коннекторы AUI стали встречаться реже, так как компьютерные сетевые карты и сетевые концентраторы (хабы) стали оснащаться встроенными приёмопередатчиками MAU, в частности, с распространением стандартов 10BASE-T (10 Мбит/с по витой паре) и снижением популярности коаксиальных стандартов 10BASE5 (толстый коаксиал) и 10BASE2 (тонкий коаксиал). В то же время электрический интерфейс AUI все ещё использовался внутри устройств. К середине 1990-х интерфейс AUI перестал использоваться с появлением стандартов Fast Ethernet (100 Мбит/с, в частности 100BASE-TX), в котором используется интерфейс Media Independent Interface (MII). Последующие стандарты Gigabit Ethernet и 10 Gigabit Ethernet заменили MII на GMII и XGMII, они продолжают выполнять роль, сходную с AUI.
В компьютерах Apple Macintosh в 1991—1998 годах использовался альтернативный уменьшенный разъём AUI под названием AAUI.

## Обзор

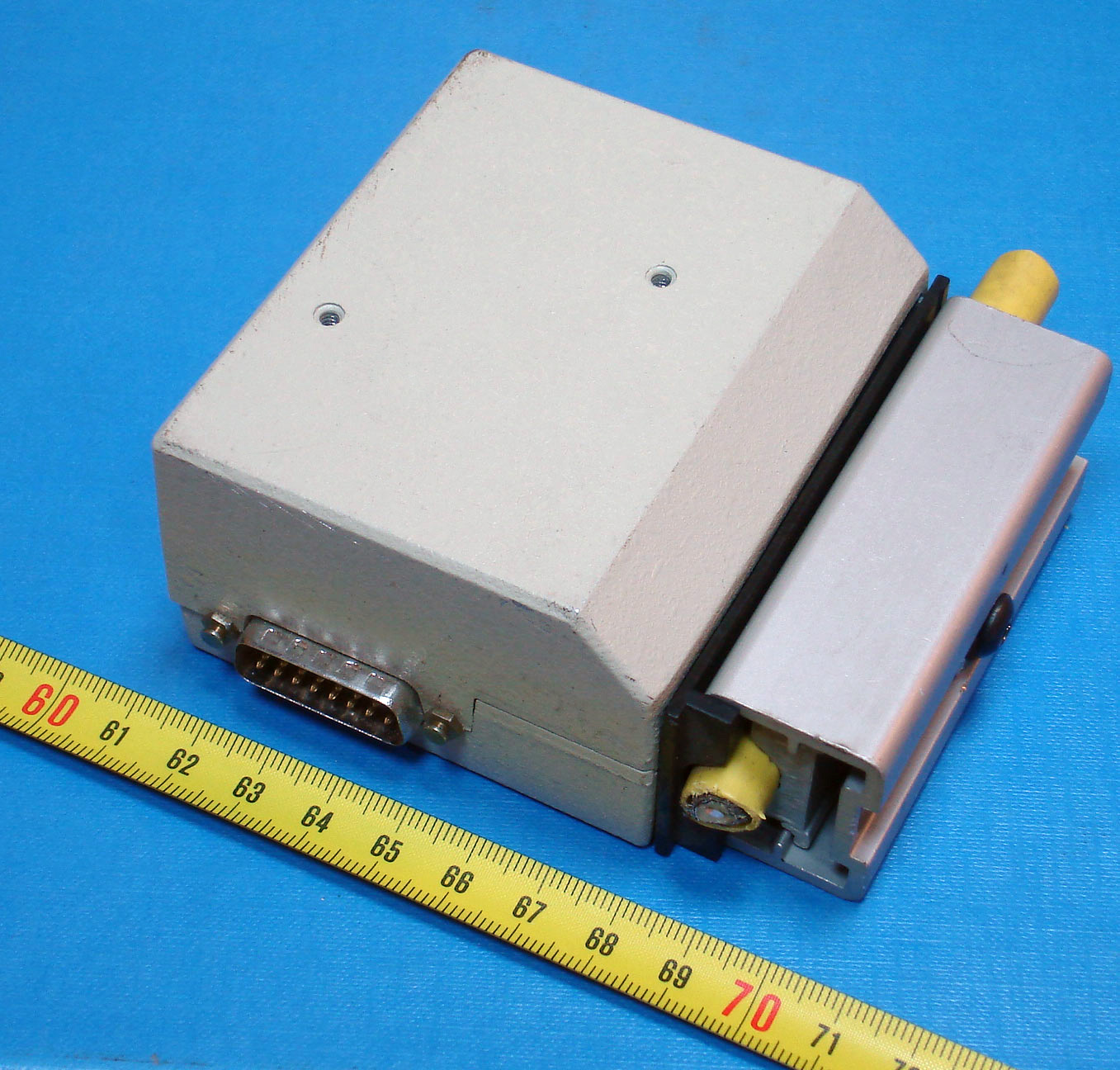
Приёмопередатчик 10BASE-5, «вампирчик» (:en:vampire tap), устройство, подключаемое по интерфейсу AUI.

Стандарт IEEE 802.3 определяет физический уровень 15-контактного интерфейса AUI. Этот интерфейс называется также DIX (по первым буквам названий компаний, участвовавших в разработке стандарта — Digital Equipment Corporation, Intel и Xerox).
Используется стандартный разъём DA-15 с несколько изменённым креплением.

## Спецификации кабелей AUI
| Параметр                                     | Значение                              |
| -------------------------------------------- | ------------------------------------- |
| Сопротивление постоянному току               | < 1,75 Ом для каждого проводника      |
| Переходное затухание между парами            | не менее 40 dB в диапазоне 5 — 10 МГц |
| Дифференциальный характеристический импеданс | 78 ±5 Ом при 10 МГц                   |
| Разница между парами                         | < 3 Ом                                |
| Затухание                                    | < 3 dB в диапазоне 5 — 10 МГц         |
| Джиттер                                      | < 1,0 нс                              |
| Общая задержка сигнала                       | < 257 нс                              |

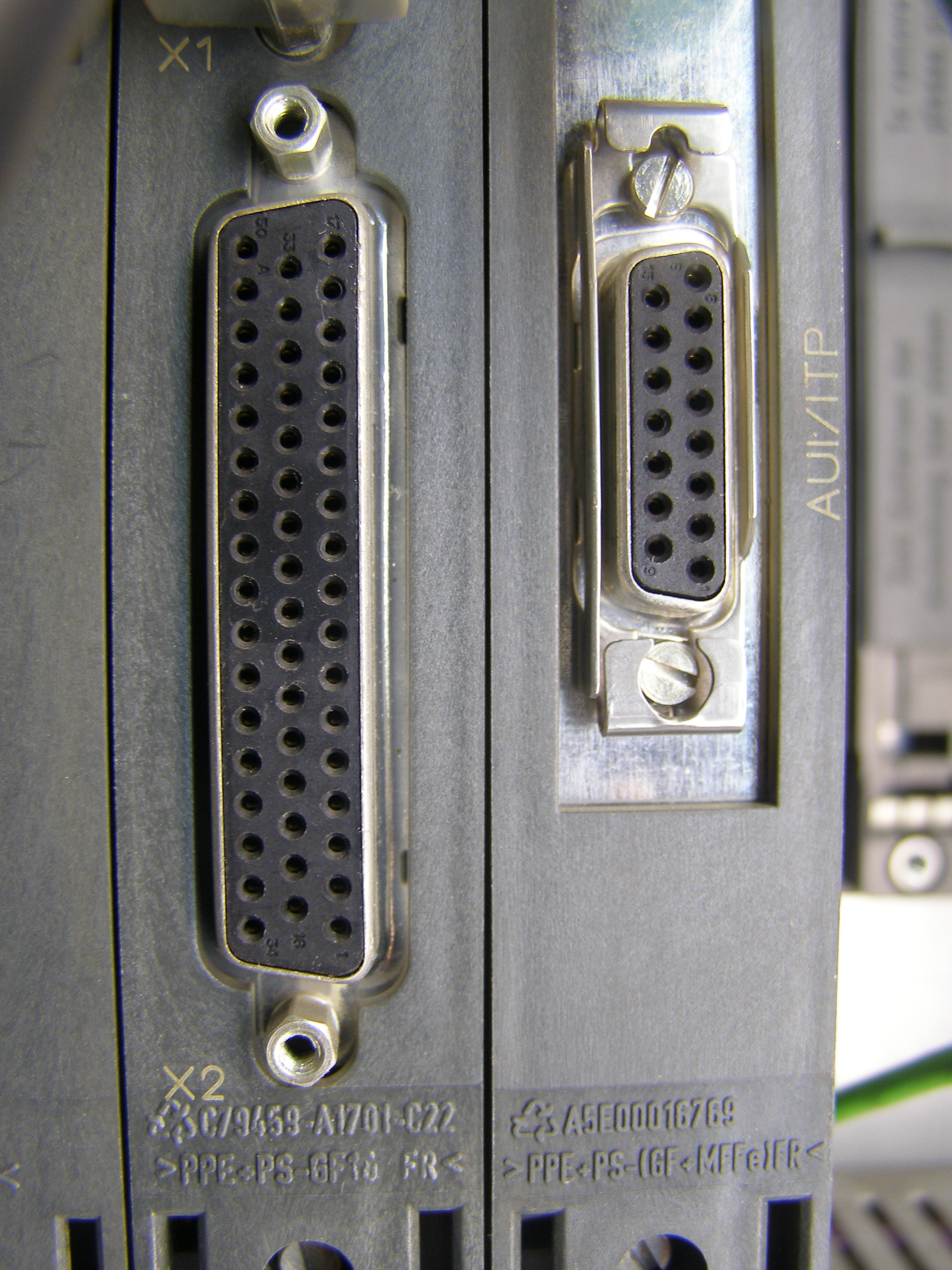
Справа — разъём AUI/ITP для подключения при помощи медного кабеля (витой пары) к Ethernet, расположенный на коммуникационном процессоре CP 443-1 ПЛК SIMATIC S7-400.

В разъёме DB15 использовалось три группы RX, TX, CD по три контакта для передачи сигналов. В каждой группе два контакта подключались к витой паре для передачи дифференциальных сигналов, ещё один контакт — подключался к экрану витой пары. TX передавал информацию от устройства (сетевой карты или хаба) в сторону сети, RX — принятую из сети информацию в сторону устройства, CD — сигнализировал об обнаружении коллизии (из трансивера в сторону устройства). Также разъем предоставлял питание +12 вольт (с независимым экраном) и контакт земли; 3 контакта не использовались